# جامعة حورس
جامعة حورس هي جامعة مصرية خاصة من الجامعات الذكية (جامعات الجيل الرابع)، تقع على الطريق الساحلى بمدينة دمياط الجديدة بمحافظة دمياط.

## النشأة
جامعة حورس- مصر هى احدى الجامعات المصرية الذكية (جامعات الجيل الرابع)،أنشئت بالقرار الجمهوري رقم 119 لسنة 2013، وصدر لها القرار الوزاري ببدء الدراسة رقم 4566 لسنة 2016، وتبلغ مساحتها 126000 متر مربع.و هى جامعة تتميز بتصميمات معمارية متميزة و بنية تحية رائعة و موقع جغرافى فريد مما جعلها احدى الجامعات الصديقة للبيئة.
فى الخامس من ابريل 2021 افتتح السيد وزير التعليم العالى و البحث العلمى عددًا من المباني والمشروعات بالجامعة ومنها:
- العيادات الخارجية لكلية طب الاسنان، وتبلغ مساحة الكلية 14096 متر مربع وتشمل المبنى الأكاديمي ومبنى المدرجات ويتكون مبنى العيادات من 4 أدوار بها 300 وحدة (كراسي أسنان) وملحقاتها من أشعة ومعامل وتعقيم مركزي ووحدة مكافحة العدوى واستراحة خاصة للمرضى، كما تم تجهيز عيادتين بالميكروسكوب الجراحي.
- كلية الطب البشري والتي أنشئت مباني على مساحة 13300 متر مربع، مقسمة على مبنيين كل مبنى مكون من 4 أدوار ويشمل المبنى 30 حجرة صغيرة ومتوسطة للتدريس، كما يحتوي على 20 معمل متعدد الأغراض وللتشريح و10 معامل كمبيوتر بها أكثر من 300 جهاز كمبيوتر و11 مدرج للطلاب.
- وضع حجر الأساس للمستشفى الجامعي والمجاور لكلية الطب على مساحة 32000 متر مربع وبسعة 500 سريرا، وتشمل المرحلة الأولى 300 سريرا تتم خلال 3 سنوات في حين تضم المرحلة الثانية 500 سريرا وتتم خلال 6 سنوات، ومن المخطط أن يكون ثلث عدد الأسرة مجانا والثلث الآخر بأجر رمزي والثلث الأخير استثماري.

## كليات الجامعة
كليات الجامعة هي:
1. كلية الصيدلة.
2. كلية الهندسة.
3. كلية العلاج الطبيعي.
4. كلية طب الأسنان.
5. كلية إدارة الأعمال.
6. كلية الطب البشري.
7. كلية الذكاء الاصطناعى
8. كلية الفنون الجميلة
9. كلية الالسن و الترجمة
10. كلية العلوم الصحية التطبيقية

## وصلات خارجية
- موقع جامعة حورس-مصر.